# Leo de Jonge

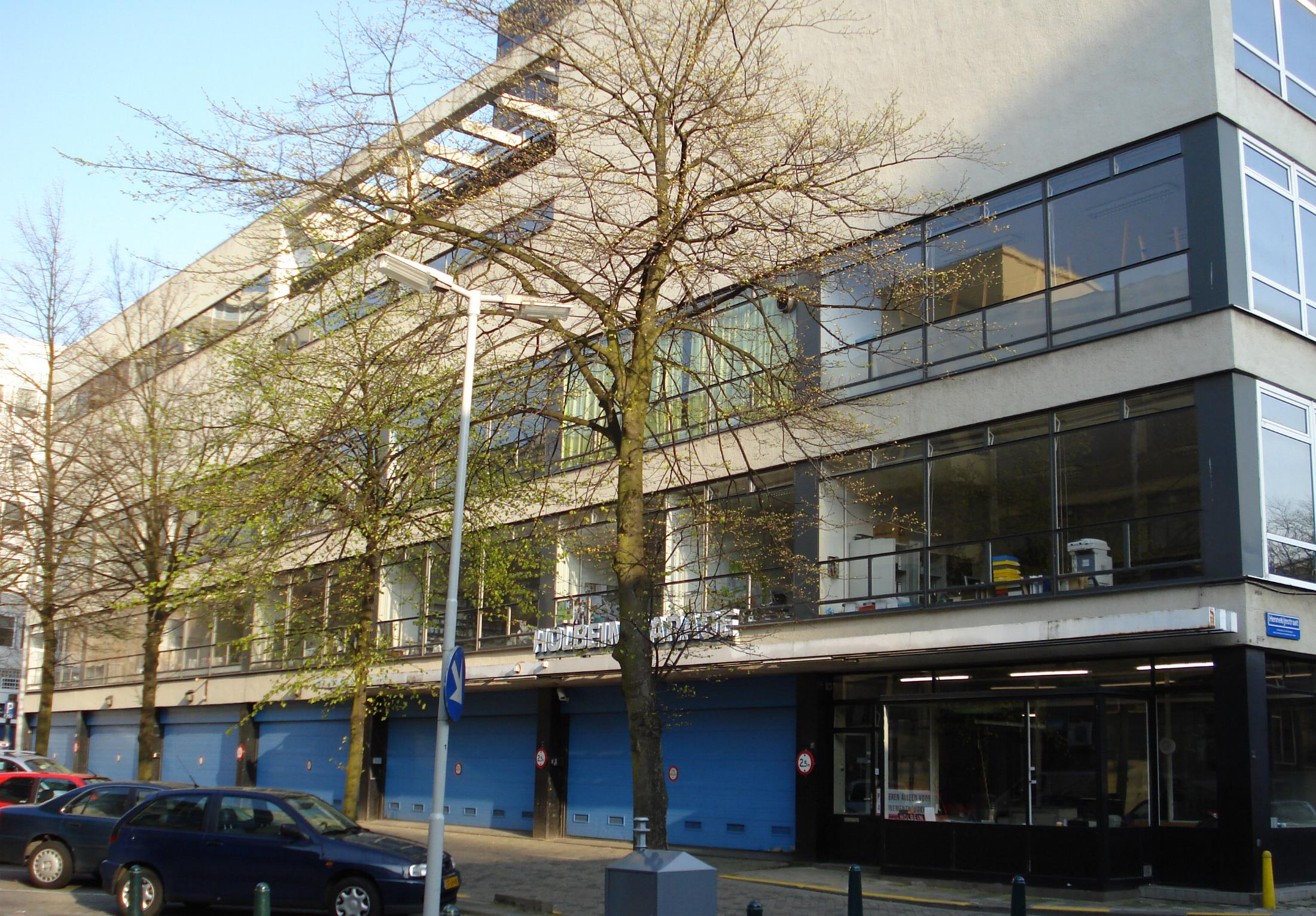
Sint Lucia Kweekschool aan de Hennekijnstraat, Rotterdam (2007)

Leendert Johannes (Leo) de Jonge (Rotterdam,  20 oktober 1919 - aldaar, 26 december 2009) was een Nederlands architect.

## Levensloop
Leo de Jonge was zoon van Johannes (Jos 0.) de Jonge en Jaan Oranje (Jacoba Adriana Oranje), wonend aan de Voorhaven. Jos. de Jonge was een BNA-architect die zich in Amsterdam vestigde maar niet veel later naar Rotterdam vertrok. Zijn vader richtte aldaar in 1914 een architectenbureau op.
Leo’s opleiding bestond uit MULO en MTS (1939-1941) en Hoger Bouwkunst Onderricht bij Frits Eschauzier, Marius Duintjer en Jo van den Broek. Praktijkervaring deed hij op als timmermansleerling. Hij werkte in die tijd ook samen met Marius Duintjer en Auke Komter aan een ontwerp voor het nieuwe stadhuis van Amsterdam. Zijn voorbeelden waren Erik Gunnar Apslund en Arne Jacobson. De studie werd in 1948 afgerond. Gedurende de Tweede Wereldoorlog begon hij bij zijn vader te werken. Na afloop van de oorlog kon hij tevens met geld uit de Marshallhulp ervaring opdoen in de Verenigde Staten en wel binnen de segmenten goedkope en industriële bouwsystemen.
Hij zou van 1950 tot 1953 lesgeven aan de Academie van Bouwkunst in Amsterdam en aan de Rotterdamse Academie van Bouwkunst. Hij was ook wel jurylid bij bouwprijsvragen en redactielid van het blad Bouw. Hij zat van 1953 tot 1967 in de welstandscommissie van Zuid-Holland.
Hij ontwierp voornamelijk de bouw van woningen, kerken, scholen en bedrijfsgebouwen. Binnen het kantoor van zijn vader specialiseerde De Jonge zich in betaalbare huisvesting, ook voor ouderen (zijn eerste centrum voor bejaarden stamt uit 1957) en gehandicaptenzorg (1959). Voor woningbouw werd in de jaren zestig vaak gekozen voor hoogbouw, waar De Jonge in principe een afkeer van had. Toch moest hij af en toe die weerstand overwinnen vanwege zijn wil om goede en betaalbare huisvesting te kunnen bouwen. Hij was in 1965 een van de oprichters van de Stichting Architecten Research (SAR) (ofwel de Foundation for Architects' Research) dat onderzoek deed naar de verhouding architectuur en (eind)gebruiker. 
De Jonge verliet in 1980 het architectenbureau dat in de loop der jaren verschillende namen droeg; in 2001 droeg het nog de naam Spring Architecten. De laatste jaren paste hij zijn opgedane gebruiksvriendelijke technieken toe op begeleiding van zijn vrouw toen deze dement werd. 
Grafisch ontwerper Wim Crouwel ontwierp de huisstijl van Architectenbureau Leo de Jonge NV.

### Persoonlijk
Leo de Jonge was getrouwd met Nelly Burggraaff. In 1968 werd Leo de Jonge tot officier in de Orde van Oranje-Nassau benoemd. Zijn zoon Wessel de Jonge werd eveneens architect; gespecialiseerd in renovatieprojecten, maar ook hoogleraar aan de Technische Universiteit Delft.

## Werken
- 1955; Sint Lucia Kweekschool in Rotterdam; een opdracht te danken aan Kraaijvanger Architects; een rijksmonument in gebruik bij Stichting Kunstzinnige Vorming Rotterdam
- 1956: Raadhuis van Heerjansdam (samen met M.L. Drost)
- 1959: sporthal op de Campus Uilenstede voor de Vrije Universiteit Amsterdam
- 1965: Triumfatorkerk te Utrecht (gemeentelijk monument)
- 1973/1974: Loenermark, Amsterdam, herkenbaar als geschakelde flats met knik
- 1975-1978: Rijweg en Vondelweg, Rotterdam
- 1976: Centraal Wonen met Wandelmeent in Hilversum (samen Pieter Weeda)
- pleinenplan te Zoetermeer en Merenwijk te Leiden.

- Biografisch Portaal: 90767547
- RKD-Nederlands Instituut voor Kunstgeschiedenis: 89662
- Union List of Artist Names: 500234764
- Virtual International Authority File: 172583338